# Det blå köket
Det blå köket (norska: Det blå kjøkken) är en oljemålning av den norske konstnären Ludvig Karsten från 1913. Målningen är utställd på Nasjonalmuseet for kunst, arkitektur og design i Oslo.
Målningen är utförd i Köpenhamn 1913 och köptes av Karstens danska mecenat Christian Tetzen-Lund för 125 kronor. Senare samma år visades den på Høstutstillingen i Kristiania (nuvarande Oslo). Nasjonalmuseets kom då fram till att man ville förvärva målningen och Tetzen-Lund gick med på att sälja den för 800 kronor.